# 2109 Dhotel
2109 Dhotel eller 1950 TH2 är en asteroid i huvudbältet, som upptäcktes den 13 oktober 1950 av den belgiske astronomen Sylvain Arend i Uccle. Den har fått sitt namn efter franske författaren André Dhotel.
Asteroiden har en diameter på ungefär 16 kilometer.